# 七武士 (動畫)
《七武士》（SAMURAI 7），一部GONZO製作的日本電視動畫，共26集，自2004年6月至12月在日本首播。台灣2005，10/7 東森電影台 每週五 晚上11點首播
它改編自1954年由黑澤明執導的電影《七武士》，特意於電影放映後的五十年以動畫的形式製作。據資料所記，整輯《七武士》共動用約七億日元。

## 故事簡介
戰場上的是武士，大地上的是農民，
在戰火彼方觀戰的是商人，這是武士時代。
商人買下了這個時代，終結了戰爭，
武士失去了這個時代成了野武士，
農民依舊守著大地，
野武士將刀劍指向農民，
他們發出的隆隆聲成了農民的噩夢，
接著......
故事背景是遙遠的未來，那裡可能是也可能不是地球。漫長的戰爭結束後，許多武士淪落為作惡多端的野武士。神無村是一個盛產白米的村莊，每年到了收割時，野武士便會來到村子搶走村民辛勤種出來的白米，反抗者格殺勿論。村民無力反抗這些機械化的野武士，只好任由他們搶掠。除了白米外，野武士也隨意擄走婦女。村民終於忍無可忍，決定要聘請武士去對抗野武士。農民利吉、「水之巫女」綺羅羅及其妹小町代表神無村前往城市尋找武士。神無村沒有錢，只能以白米飯作為武士的酬勞。尋找武士的過程並不容易，要打敗人數眾多的野武士，至少需要找到七位武士。

## 登場角色
前者為舊譯，後者為港譯版本。
台灣方面雖然有在台視主頻道播出，但由於是無預警的播出（時間推估為2006年2月前後周末早上11:00時段），目前相關譯名與配音資料已完全散失。

### 神無村村民
綺羅羅／雲母（。為礦石的雲母之意。）（配音員：折笠富美子張頌欣）
神無村中的「水之巫女」（水分りの巫女，故又譯「分水巫女」），能夠運用水滴形的結晶體以作探水及預知短期未來之用。神無村的村民都以為綺羅羅喜歡勝四郎，但實際她喜歡的是勘兵衛。
小町（コマチ）（配音員：斎藤千和何璐怡）
綺羅羅之妹及儀式助手。不諱言、喜憂不定的活潑小女孩。喜歡與菊千代相處。在戰爭結束後成為新任的「水之巫女」。
利吉（リキチ）（配音員：西前忠久陳卓智）
神無村中的一位青年，很敬重武士們，也很痛恨野武士，有一點怕事，但最終也會站出來道出己見。有妻子一名，被捉至京城作後宮。
義爺爺（ギサク）（配音員：西川幾雄源家祥）
神無村的村長，頭腦冷靜、意志堅定，提議請武士來趕絕野武士的人，非常信任七武士。在七武士之中他與勘兵衛交談較多，不過對話頗為深奧。
節婆婆（配音員：雷碧娜）
神無村水之巫母的其中一代承繼人，也是綺羅羅和小町的長輩。

### 七武士
勘兵衛（カンべエ），全名：島田勘兵衛（配音員：寺杣昌紀招世亮）
曾經是「大戰」中的藩士。因為多年來出戰都是負方，大戰完結後過著消沉的日子。七位武士中的領導角色，實力與閱歷皆非常出眾，本人已經置生死於度外。在旅程間，他的一舉一動都影響了身邊的人，並令他們對事物另有體會。
武器：太刀
勝四郎（カツシロウ），全名：岡本勝四郎（配音員：璐美梁偉德）
出身於有名武家的少年，因為想成為最好的武士而離家出走修行，個人嚴守武士道精神，不曾參加戰爭也沒有取人性命。遇見勘兵衛後，非常仰慕和尊敬他，並視他為師。在旅程中，勝四郎經歷了他從未經歷過的戰爭和殺人，曾一度陷入迷茫，在戰爭完結後決定繼續到處遊歷，磨練心智。對綺羅羅有好感。
武器：太刀
菊千代（キクチヨ）（配音員：コング桑田李錦綸）
出身於農民階級，自覺農民與武士的待遇差別後，決定將自己從戶籍紀錄中刪去並成為武士，又將自己身體改造成力量型的生物機械。個性自大、口不擇言、魯莽衝動，卻很富同情心，受小孩子歡迎。被發現他在族譜中所記的參戰年齡為十三歲（實為年齡不詳。因族譜是"撿"到的，動畫5及24集有說明）。神無村軍旗中的三角形正正代表他特別的背景。在後段戰爭中為保護神無村而戰死。
武器：巨型長刀，可以以振動方式化成巨鋸。
五郎兵衛（ゴロベエ）（配音員：稻田徹梁志達）
曾經參加「大戰」，而且是在與勘兵衛對敵的一方，可是兩人也不知道。大戰後以賣藝為生，玩的都是忘命的把戲，之後成為勘兵衛的參謀。他喜歡處身戰場，並有著死於戰場中的寄望。五郎兵衛精於感知周圍的危機，例如殺氣和暗器，並能夠集中精神而破解危險射擊物的來勢。在故事中段於神無村戰死。
武器：太刀
平八（ヘイハチ）（配音員：犬飼淳治劉昭文）
經常在軍隊中當工兵，擁有很強的機械力學和機關製造技術，未曾用刀取過人命。為人真摯、童心未泯，但因往事而非常憎恨做出背叛行為的人。由於當兵時到過很多地方，加上喜歡吃大米，故此現在成為了「米的御宅」。在後段戰爭中完成了自己的任務後戰死。
武器：太刀，鞘端有一迷你晴天娃娃作飾物。
七郎次（シチロージ）（配音員：草野徹黃啟昌）
大戰時已經是勘兵衛的左右手，被他稱為舊相好（舊相與）。上一次大戰後重傷，似桃太郎的被「慰藉之鄉」中「螢屋」的雪野所救，過著忘憂的生活，最終在重遇勘兵衛後隨他上路，再續武士的時光。
武器：赤色長棍，必要時才會開啟機關，變成身雙刃叉型薙刀。
久藏（キュウゾウ）（配音員：三木真一郎雷霆）
原本是綾麻呂的近身保鑣，與勘兵衛交手後欲與他決一死戰，但互相洽定在一同解決神無村危機後才交手。結果久藏背叛了虹雅溪權貴，一同上路。久藏的戰鬥實力武藝超群，甚至可能位於勘兵衛之上。個性沉默、獨來獨往，相信勘兵衛的出現才使久藏有確切的目標和對手。最後被勝四郎鎗炮誤殺。
武器：雙太刀，重疊對向收藏在背後的鞘中。

### 虹雅溪╱虹雅峽一眾
綾麻呂╱奇麻呂（アヤマロ）（配音員：佐佐木誠二盧國權）
虹雅溪的領主。手握大權，實際上很怕事。在右京成為天尊後被放逐，最後成為式杜人。
右京╱宇京（ウキョウ）（配音員：子安武人鄺樹培）
綾麻呂的養子，喜歡綺羅羅。實際上是天尊其中一位被派到農村的複製人，表面上輕鬆面對事物，實際上暗藏他狡猾和心思細密的「商人手段」。因少時作為農民，曾被機械武士欺壓，而對它們厭惡非常，得知神無村對抗野武士成功後決定前往京城，殺掉前天尊成為新的天尊，並指揮野武士統一各村莊。在侵略神無村時被擊傷，隨後墜下山崖死去。
鐵齋╱鐵犀（テッサイ）（配音員：池水通洋陳永信）
右京的近身隨從，經常啣著一個小煙斗。本身也是武士，而且實力近乎久藏，只是從來不在不必要時出手。將與勘兵衛和七郎次決戰時，久藏突然出現，「為免勘兵衛的生命受到威脅而影響屬於他倆的決鬥」，把鐵齋一擊殺死。
兵庫╱冰悟（ヒョーゴ）（配音員：草尾毅陳欣）
綾麻呂的手下之一，是少有用鎗炮而不用刀劍的武士。帶著野武士攻擊勘兵衛一行人時，久藏「為免勘兵衛的生命受到威脅而影響屬於他倆的決鬥」，將他殺死。

### 京城一眾
天主╱天尊（アマヌシ）（配音員：子安武人鄺樹培）
管治整個地區和商人的頭領，複製了很多與自己的基因上相同的人，派到不同地方以讓天主本人選擇繼任人。與右京相認後發現其領導才能，決定推舉他為繼任人。最後被右京殺害並奪位。

### 其他
正宗╱正棟（マサムネ）（配音員：西村知道黃子敬）
常常為菊千代維修身體部件的人，本身也曾經是武士，精於機械及冶煉等技術。
式杜人（配音員：卷島直樹陳欣）
穴居於荒野山洞中的民族，原為大戰後放下刀劍的武士，竭力追求平靜、不受干擾、不偏幫任何人，以維持生活為首要。以製造野武士必須的電池形能量儲存容器來換取白米為生。
雪野╱由紀野（ユキノ）（配音員：高橋理惠子林元春）
「慰藉之鄉」中「螢屋」的老闆娘，救回七郎次的人，也是七郎次的愛人。
早苗（サナエ）（配音員：淺川悠黃玉娟）
利吉之妻，被人捉至京城當後宮（但亦有可能是正室），右京成為天尊後被釋放，最後與利吉一同回到神無村。
穗野香╱仄香（ホノカ）（配音員：渡邊久美子黃麗芳）
家人被野武士所害而唯有在式杜人山洞內生活的女子，親妹被捉至京城。

### 野武士一眾（又譯山賊、流寇）
紅蜘蛛（配音員：陳欣）
野武士小隊中的頭領型號，因紅色身驅和多枝柱體而得其名。
雷電
佔野武士數目較多的一般型號。
鋼筒
比人大一些的可飛行機械，可算是軍隊中的步兵，配有鎗炮及大刀。在動畫中有一幕，鋼筒中走出了一個人，故可推斷控制鋼筒的人可能並沒有被機械化。
跳跳兔
（沒有靈魂）紅色的兔型機械人，身體可縮成碟狀。
角鶚
（沒有靈魂）人型大小的量產機械，外型像忍者。

## 軍旗
在《七武士》故事中段，眾人為了增強凝聚力，特意造了一旗幟。形式和意思如下：
| ○ ○ | 除了菊千代以外的六位武士           |
| ○ ○ | 除了菊千代以外的六位武士           |
| ○ ○ | 除了菊千代以外的六位武士           |
| △   | 菊千代，既是農民也是武士的雙重身份 |
|     | 「田」之發音，指神無村的農民們     |

## 動畫歌曲
片頭曲：
- UNLIMITED

作詞：相川七瀨
作曲：柴崎浩
編曲：柴崎浩、小池敦&岡野ハジメ
歌：相川七瀨
- JUSTICE（NHK綜合台放送版）

作詞：KOMU
作曲：STEVEN LEE&ジョーイ・カーボーン&KOMU&YU
編曲：KOMU&YU
歌：Coming Century
片尾曲：
- 普遍

作詞：Rin'
作曲：YUKIYOSHI
編曲：Rin'・YUKIYOSHI
歌・演奏：Rin'
- 虹結び（NHK綜合台放送版）

作詞：Rin'
作曲：YUKIYOSHI
編曲：YUKIYOSHI
歌：Rin'

## 各話標題
| 話數   | 標題（日文翻譯） | 標題（中文翻譯） | 放映日         | 腳本                | 分鏡          | 演出         | 作畫監督                            |
| ------ | ---------------- | ---------------- | -------------- | ------------------- | ------------- | ------------ | ----------------------------------- |
| 第1話  | 斬る!            | 斬!              | 2004年6月12日  | 冨岡淳広            | 滝沢敏文      | 黒田やすひろ | 橋本英樹                            |
| 第2話  | 喰う!            | 食!              | 2004年6月12日  | 冨岡淳広            | 滝沢敏文      | 則座誠       | 門上洋子                            |
| 第3話  | ご冗談を!        | 別開玩笑了!      | 2004年7月10日  | 冨岡淳広            | 吉田徹        | 吉田徹       | 森下博光 （吉田徹）                 |
| 第4話  | 参る!            | 看招!            | 2004年7月10日  | 冨岡淳広            | 東海林真一    | 東出太       | 中井準                              |
| 第5話  | お粗末!          | 獻醜了!          | 2004年7月24日  | 高橋ナツコ          | 小野学        | 多田俊介     | 入江健司                            |
| 第6話  | 任せろ!          | 交給我吧!        | 2004年7月24日  | 高林久弥 冨岡淳広   | 杉島邦久      | 日下部光雄   | 島袋美由紀 （小林渉平）             |
| 第7話  | 癒す!            | 慰藉!            | 2004年8月14日  | 神山修一            | 奥野浩行      | 奥野浩行     | 奥野浩行                            |
| 第8話  | 怒る!            | 怒!              | 2004年8月14日  | 冨岡淳広            | 寺田和男      | 小倉宏文     | 川畑えるきん                        |
| 第9話  | 真っ二つ!        | 一分為二!        | 2004年8月28日  | 冨岡淳広            | 吉田徹        | 吉田徹       | 森下博光 高橋成之 （吉田徹）        |
| 第10話 | 集う!            | 集合!            | 2004年8月28日  | 高橋ナツコ          | 松尾慎 大原実 | 岡崎幸男     | 秋山由樹子                          |
| 第11話 | やって来た!      | 來了!            | 2004年9月11日  | 神山修一            | 多田俊介      | 多田俊介     | 入江健司                            |
| 第12話 | わめく!          | 嘶喊!            | 2004年9月11日  | 冨岡淳広            | 井内秀治      | 犬川犬夫     | 橋本英樹 河添明                     |
| 第13話 | 撃つ!            | 出擊!            | 2004年9月25日  | 冨岡淳広            | 大原実        | 新田義方     | 丸藤広貴                            |
| 第14話 | 暴れる!          | 大幹一場!        | 2004年9月25日  | 冨岡淳広            | 東海林真一    | 東出太       | 中井準                              |
| 第15話 | ずぶ濡れ!        | 濕透!            | 2004年10月9日  | 冨岡淳広            | 杉島邦久      | 則座誠       | 品貴孝二                            |
| 第16話 | 死す!            | 死!              | 2004年10月9日  | 冨岡淳広            | 寺田和男      | 吉田徹       | アニメアール                        |
| 第17話 | 刈る!            | 收割!            | 2004年10月23日 | 冨岡淳広            | 大原実        | 奥野浩行     | 奥野浩行                            |
| 第18話 | 潜る!            | 潛入!            | 2004年10月23日 | 冨岡淳広            | 奥野浩行      | 奥野浩行     | 奥野浩行                            |
| 第19話 | 叛く!            | 反叛!            | 2004年11月13日 | 神山修一 冨岡淳広   | 寺田和男      | 藤本ジ朗     | 海老原雅夫                          |
| 第20話 | 着替える!        | 更衣!            | 2004年11月13日 | 高橋ナツコ 冨岡淳広 | 井内秀治      | 岡崎幸男     | 鈴木信吾                            |
| 第21話 | たわけ!          | 胡來!            | 2004年11月27日 | 冨岡淳広            | 小野学        | 井草かほる   | 福島豊明                            |
| 第22話 | ひっぱたく!      | 耳光!            | 2004年11月27日 | 冨岡淳広            | 西森章        | 嵯峨敏       | 秋山由樹子                          |
| 第23話 | うそつき!        | 說謊!            | 2004年12月11日 | 冨岡淳広            | 奥野浩行      | 奥野浩行     | 奥野浩行                            |
| 第24話 | 契る!            | 約定!            | 2004年12月11日 | 冨岡淳広            | 井内秀治      | 東出太       | 海老原雅夫                          |
| 第25話 | 墮ちる!          | 墮落!            | 2004年12月25日 | 冨岡淳広            | 吉田徹        | 吉田徹       | 谷口守泰 吉田徹 アニメアール        |
| 第26話 | 植える!          | 播種!            | 2004年12月25日 | 冨岡淳広            | 大原実        | 黒田やすひろ | 橋本英樹 中井準 奥野浩行 秋山由樹子 |

## 播放電視台
| 翡翠台 星期日 00:15－01:45 8月27日起改為星期日 00:15－01:15 8月13日暫停播映 | 翡翠台 星期日 00:15－01:45 8月27日起改為星期日 00:15－01:15 8月13日暫停播映 | 翡翠台 星期日 00:15－01:45 8月27日起改為星期日 00:15－01:15 8月13日暫停播映                                           |
| --- | --------------------------------------------------------------------------- | --- |
| | 七武士 （2006年7月9日－9月17日）                                            | |
| 捉鬼天狗幫（00:15－02:10） （2006年4月9日－6月4日） | 甲賀忍法帖 （2006年9月24日－12月17日）                                      | |
| 翡翠台 星期日 02:15－03:10 及 星期一 02:40－03:35 12月11日 02:45－03:40 1月1日 02:05－03:05 1月8日 02:40－03:40 11月26日、12月10日、12月18日、12月24日、12月25日、12月31日暫停播映 |                                                                             | |
| 人生交叉點（星期日） 重播 （2006年9月17日－11月5日）手塚治虫作品-火之鳥（星期一） 重播 （2006年9月25日－11月6日）                                                                  | 七武士 重播 （2006年11月12日－2007年1月14日）                               | 魔剎（星期日） 重播 （2007年4月22日－2008年1月27日）手塚治虫作品-怪醫黑傑克（星期一） 重播 （2007年1月15日－1月22日） |

## 外部連結
- SAMURAI7公式ページ （页面存档备份，存于）
- SAMURAI7舞台公式ページ （页面存档备份，存于）
- 東森電影台
- 台視《七武士》官方網站 （页面存档备份，存于）
- 網飛內關於該作的資訊 含國語配音(待確認，需註冊、登入方能收看)